# 檸檬海桐子
檸檬海桐子，俗名lemonwood或tarata，是一種紐西蘭原生植物。能夠長到12米（39英尺）高，5米（16英尺）寬。年輕時為圓錐狀，隨著慢慢成熟會趨向圓形。 葉面為黃綠色，有斑點，捲曲的邊緣和明顯的主葉脈，碾碎時有一股強烈的檸檬香味。 春天時會開極香的黃色成叢小花，結黑色豆莢。 廣泛分布於紐西蘭北島和南島海拔 600米（1,969英尺）以下的森林邊緣以及河岸邊。 為紐西蘭境內最大型的海桐花屬植物。它的種名， eugenioides 意思是「和番櫻桃屬很像」，番櫻桃屬為另一種植物。
其雜色的栽培品種 「Variegatum」曾獲得皇家園藝學會之園藝價值獎（英語：Award of Garden Merit）。

## 用途
傳統上毛利人會使用它的樹液以及為了它的香味而去碾碎其葉片與花朵。 此外，也通常與Alectryon excelsus和Passiflora tetrandra混和成為植物油。